# Heinrich Reicher
Heinrich Reicher (22. března 1854 Judenburg – 15. prosince 1910 Filzmoos) byl rakouský právník a politik, na konci 19. století poslanec Říšské rady.

## Biografie
V letech 1873/1874 studoval práva na Innsbrucké univerzitě (zde roku 1881 získal titul doktora filozofie), v letech 1874/1876 na univerzitě ve Štýrském Hradci. Pak ještě studoval na Bonnské univerzitě a Lipské univerzitě.
V letech 1876–1880 pracoval ve státní správě v Innsbrucku jako úředník. Pak se stále více angažoval politicky. Od roku 1884 byl okresní starosta v Knittelfeldu, od roku 1885 působil coby člen Štýrského zemského sněmu, přičemž od roku 1893 byl členem zemského výboru. Zasadil se o reformu zemského systému chudinské péče.
V 80. letech 19. století se zapojil i do celostátní politiky. Ve volbách do Říšské rady roku 1885 byl zvolen za městskou kurii, obvod Judenburg, Neumarkt atd. Za týž obvod uspěl i ve volbách do Říšské rady roku 1891. Rezignace na mandát byla oznámena na schůzi 26. dubna 1892. Nahradil ho pak Konrad Forcher-Ainbach. Do parlamentu se ještě krátce vrátil ve volbách do Říšské rady roku 1901, opět za městskou kurii, obvod Judenburg, Neumarkt, Murau, atd. Rezignaci na poslanecké křeslo oznámil ovšem již na schůzi 17. října 1901. Do Říšské rady místo něj usedl Karl Gasteiger.
Po volbách roku 1885 patřil do klubu Sjednocené levice, do kterého se spojilo několik ústavověrných proudů německých liberálů. V roce 1890 se uvádí jako poslanec nacionalistického klubu Deutschnationale Vereinigung.
V roce 1901 kvůli zdravotním obtížím rezignoval na politické funkce a vykonal dodatečné vysokoškolské studium. V letech 1901/1902 studoval na Freiburské univerzitě a v ročníku 1902/1903 na Vídeňské univerzitě. Za účelem rozvinutí svých znalostí systému sociální péče podnikl i zahraniční cesty. Od roku 1905 byl privátním docentem a od roku 1909 mimořádným profesorem správní vědy a rakouského správního práva na Vídeňské univerzitě.